# Stephen Foster

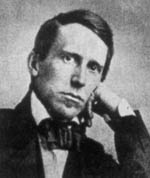
Stephen Foster

Stephen Collins Foster (4 de julio de 1826 - 13 de enero de 1864) fue un compositor de canción popular estadounidense. Muchas de sus canciones, tales como Oh! Susanna, Camptown Races y Beautiful Dreamer, siguen siendo populares 150 años después de su composición.  
Foster nació en Lawrenceville, que sería más adelante parte de Pittsburgh, Pensilvania, y era el más joven de diez hijos de una familia relativamente acomodada. Su educación incluyó un mes en la universidad, pero poca preparación formal en la música. Pese a ello, había publicado varias canciones antes de cumplir los veinte años (la primera, Open Thy Lattice Love, apareció cuando tenía dieciocho). Se hizo conocido también en esta época por cambiar todo el dinero de sus ganancias en pepitas del oro. 
Stephen fue muy influido por dos hombres durante sus años adolescentes: Henry Kleber y Dan Rice. El primero era un músico clásico preparado que abrió un almacén de la música en Pittsburgh y que estaba entre los pocos profesores formales de música que tuvo Stephen. El último era un entretenedor - un payaso y un cantante de máscaras pintadas, pasándose la vida en circos itinerantes. Estos dos mundos musicales muy diferentes crearon una inquieta encrucijada para el adolescente Foster. Aunque era respetuoso de las canciones de salón durante el día, él y sus amigos se sentaban en un piano, escribiendo y cantando "canciones de coon" (de carnaval) por toda la noche. Finalmente, Foster aprendería a yuxtaponer los dos géneros para crear algunos de sus mejores trabajos. 
En 1846 se trasladó a Cincinnati, Ohio y se hizo contador con la compañía del buque de vapor de su hermano. Mientras vivía en Cincinnati, Foster hizo sus primeros canciones hits, entre ellas Oh! Susanna, que serviría como himno de la fiebre de oro de California en 1848/9. En 1849 publicó "Foster's Ethiopian Melodies" (Melodías Etíopes de Foster), que incluían la canción Nelly Was a Lady, hecha famosa por los Christy minstrels.
Aquel año regresó a Pensilvania y firnó un contrato con los Christy Minstrels, comenzando el periodo en que escribió la mayoría de sus canciones más conocidas: Camptown Races (1850), Nelly Bly (1850), Old Folks at Home (también conocida como "Swanee River," 1851), My Old Kentucky Home (1853), Old Dog Tray (1853), Hard Times Come Again No More (1854) y Jeannie With the Light Brown Hair (1854), que fue dedicada a su esposa, Jane McDowall.
Muchas de las canciones de Foster estaban en la tradición popular del minstrel show en ese entonces. Aunque los actores de blackface eran el único canal popular disponible para él, él buscó, en sus propias palabras, "mejorar el gusto... entre la gente refinada haciendo palabras convenientes a su gusto, en vez de las palabras groseras y realmente ofensivas que pertenecen a algunas canciones de ese estilo." Mandó a los ejecutantes blancos de sus canciones no mofarse de los esclavos sino el conseguir a la audiencia el sentir compasión hacia ellos.
Aunque sus canciones se ocupaban en gran parte de la vida en el sur, el mismo Foster tenía poco pocas experiencias de primera mano allí, sólo habiendo visitado Nueva Orleans en 1852 en su luna de miel.
Foster intentó ganarse la vida como compositor profesional, y se puede considerar un pionero en este respecto, puesto que este campo de esfuerzo aún no existía en el sentido moderno. Por lo tanto, debido en parte a las pobres provisiones pobres por derechos de autor y las regalías del compositor en ese entonces, Foster vio muy poco de los beneficios que sus obras generaron para los impresores de sus partituras. Múltiples editores a menudo imprimieron sus propias ediciones de las tonadas de Foster compitiendo entre sí, sin pagar nada a Foster. Por Oh! Susanna, recibió solamente $100.
Foster se trasladó a Nueva York en 1860. Alrededor de un año más tarde, su esposa e hija lo abandonaron para volver a Pittsburgh. A inicios de 1862 su fortuna musical comenzó a declinar, y de ese mismo modo, lo hicieron la calidad de sus nuevas canciones. Comenzó a trabajar con George Cooper a inicios de 1863 cuyas letras eran a menudo chistosas y las diseñó para subyugar al público del teatro musical. La guerra civil estadounidense también arruinaría el mercado de las ejecuciones musicales.
Stephen Foster murió el 13 de enero de 1864, joven a la edad de 37. Se había empobrecido mientras vivía en el North American Hotel en 30 Bowery en el Lower East Side de Manhattan (donde tenía sólo 38 centavos) cuando murió. En su bolsillo tenía un pedazo de papel con sólo el enigmático mensaje, "dear friends and gentle hearts" (queridos amigos y corazones gentiles), escrito en él. Está enterrado en el Allegheny Cemetery en Pittsburgh, Pensilvania. Una de sus obras más queridas, Beautiful Dreamer fue publicada poco después de su muerte.
Su hermano, Morrison Foster, es largamente responsable por compilar sus obras y escribiendo una breve pero pertinente biografía de Stephen. Su hermana, Ann Eliza Foster Buchanan, se casó con un hermano del presidente de Estados Unidos James Buchanan.
Foster es honrado con una construcción en el campus de la Universidad de Pittsburgh llamado Stephen Foster Memorial, que alberga un museo.
Stephen Foster fue incluido en el Salón de la Fama de los Cantautores en 1970.
La agrupación Squirrel Nut Zippers publicaron en su disco Lost a Sea del 2009 una canción que hace referencia a este cantautor llamada Ghost of Stephen Foster.